# Wasilij Kuzniecow (polityk)
Wasilij Wasiljewicz Kuzniecow, ros. Василий Васильевич Кузнецов (ur. 31 stycznia?/13 lutego 1901 w Sofiłówce, zm. 5 czerwca 1990 w Moskwie) – radziecki polityk; pełnił obowiązki przewodniczącego Prezydium Rady Najwyższej Związku Radzieckiego (przywódcy ZSRR) od 1982 do 1983, po raz drugi w 1984, po raz trzeci w 1985, dwukrotny Bohater Pracy Socjalistycznej (1971 i 1981), laureat Nagrody Stalinowskiej (1941).
Urodził się w obwodzie kostromskim w Rosji. Wstąpił do partii komunistycznej w maju 1927. W latach 1931–1933 wyjechał na studia inżynierskie do Stanów Zjednoczonych.
Od 18 marca 1946 do 5 października 1952 członek Biura Organizacyjnego KC WKP(b), od 14 października 1952 do 25 kwietnia 1989 członek KC KPZR, od 16 października 1952 do 5 marca 1953 członek Prezydium KC KPZR. Od 10 marca do 3 grudnia 1953 ambasador nadzwyczajny i pełnomocny ZSRR w Chinach, 1953–1955 zastępca, a 1955–1977 I zastępca ministra spraw zagranicznych ZSRR. Od 3 października 1977 do 25 lutego 1986 zastępca członka Biura Politycznego KC KPZR, od 7 października 1977 do 18 czerwca 1986 I zastępca przewodniczącego Prezydium Rady Najwyższej ZSRR. Deputowany do Rady Najwyższej ZSRR od 2 do 11 kadencji (1946–1989).

## Odznaczenia i nagrody
- Medal Sierp i Młot Bohatera Pracy Socjalistycznej (dwukrotnie – 12 lutego 1971 i 12 lutego 1981)
- Order Lenina (siedmiokrotnie – 30 września 1943, 17 lutego 1951, 11 lutego 1961, 31 grudnia 1966, 12 lutego 1971, 12 lutego 1981 i 12 lutego 1986)
- Order Rewolucji Październikowej (12 lutego 1976)
- Order Wojny Ojczyźnianej I klasy (23 kwietnia 1985)
- Order Czerwonego Sztandaru Pracy (21 lutego 1941)
- Order Czerwonej Gwiazdy (20 stycznia 1942)
- Order „Znak Honoru” (26 marca 1939)
- Nagroda Stalinowska (1941)